# Bezirk Tiergarten
Der Bezirk Tiergarten war ein Bezirk von Berlin. Er wurde 1920 gegründet und bestand bis Ende 2000. Seit dem 1. Januar 2001 gehört sein Gebiet zum Bezirk Mitte.

## Ausdehnung und Lage

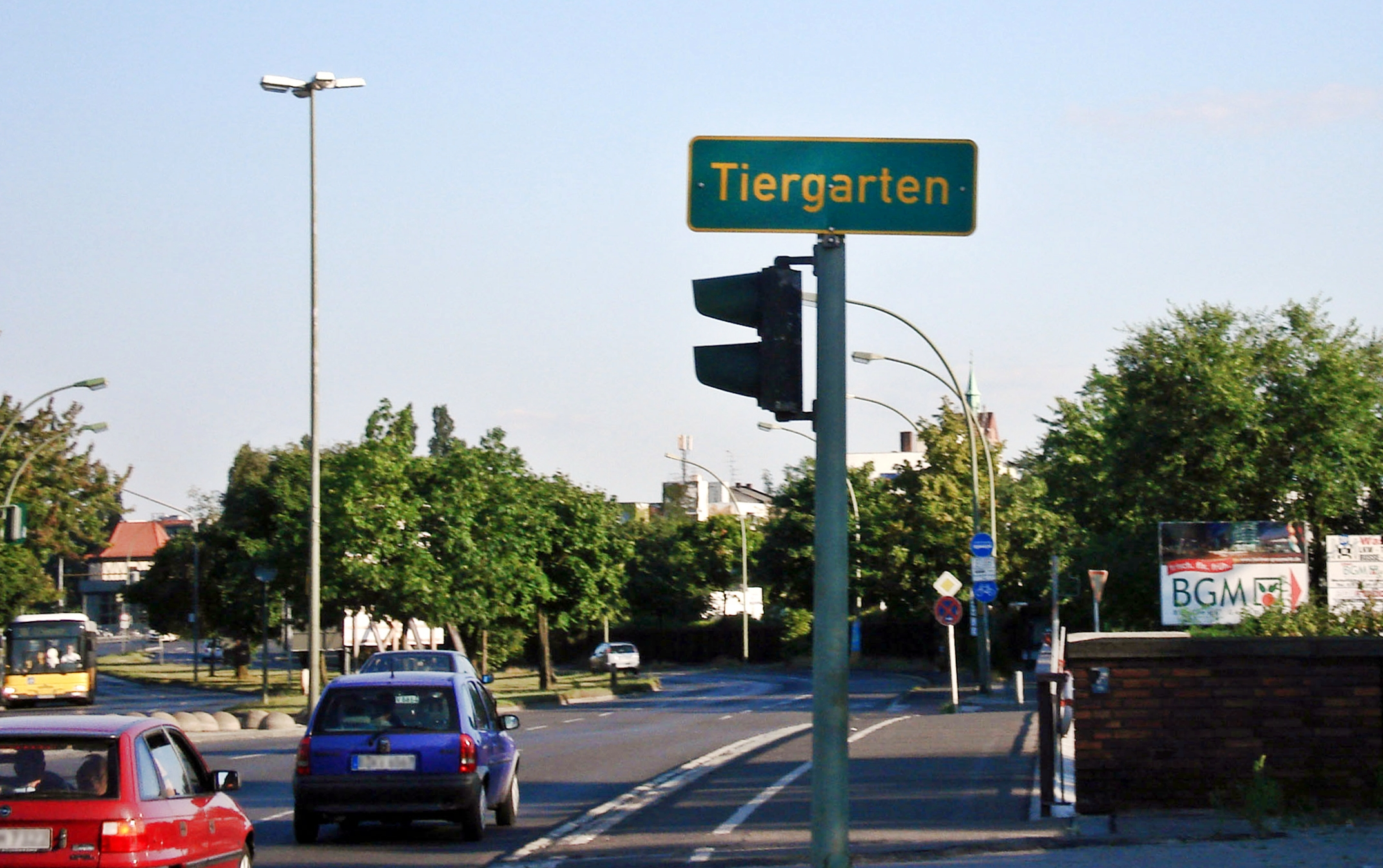
Veraltetes Schild an der ehemaligen Bezirksgrenze, 2008

Der Bezirk umfasste neben dem Großen Tiergarten die heutigen Ortsteile Moabit, Hansaviertel und Tiergarten. Im Westen und Nordwesten grenzte der Bezirk an den Bezirk Charlottenburg, im Norden an den Bezirk Wedding, im Osten an den alten Bezirk Mitte, im Südosten an den Bezirk Kreuzberg und im Süden an den Bezirk Schöneberg.

## Geschichte
Aus den damaligen Berliner Ortsteilen Tiergarten, Moabit, Untere Friedrichsvorstadt und Schöneberger Vorstadt wurde 1920 im Rahmen des Groß-Berlin-Gesetzes der 2. Berliner Verwaltungsbezirk gebildet. Der Bezirk erhielt seinen Namen nach der Parkanlage des Großen Tiergarten. Der Bezirk wurde nicht in amtliche Ortsteile gegliedert.
Zwischen 1926 und 1929 wurde in Moabit das Poststadion erbaut. Dort fanden die Endspiele der deutschen Fußballmeisterschaften 1934 und 1936 statt. In Tiergarten fehlte, wie auch den anderen aus Berlin 1920 hervorgegangenen Innenstadt-Bezirken außer Berlin-Mitte, dem Bezirksamt ein Sitz, in Berlin „Rathaus“ genannt. Erst in der Zeit des Nationalsozialismus hatte Berlin seine Finanzen soweit saniert, um in den Jahren 1935 bis 1937 das Rathaus Tiergarten zu errichten. Es hatte keinen Plenarsaal für die Bezirksverordnetenversammlung, weil diese mit der Beendigung jeder demokratischen Entscheidungsfindung auch auf kommunaler Ebene bereits abgeschafft worden war.
Im Jahr 1938 kam es in Berlin zu einer Reform der Bezirksgrenzen. Der Bezirk Charlottenburg gab den größten Teil seines Gebietes östlich des Charlottenburger Verbindungskanals – auch Martinikenfelde genannt – an den Bezirk Tiergarten ab. Gleichzeitig gab der Bezirk Tiergarten das Gebiet südlich der Kurfürstenstraße an den Bezirk Schöneberg ab. Die Bevölkerung des Bezirks nahm hierdurch um 28.495 Einwohner und die Fläche um 41 Hektar ab.

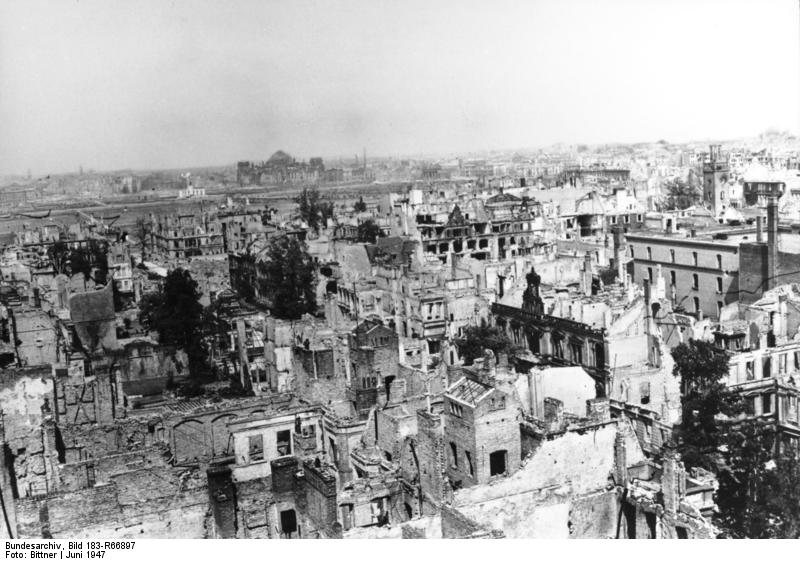
Zerstörungen im Bezirk Tiergarten durch den Zweiten Weltkrieg, Juni 1947

Im Vorgriff auf den Bau der geplanten „Welthauptstadt Germania“ wurde zwischen 1939 und 1941 das Alsenviertel im Spreebogen weitgehend abgerissen. Der Bendlerblock am Landwehrkanal war Zentrum der Widerstandsgruppe des Attentats vom 20. Juli 1944. Im Zweiten Weltkrieg wurde Tiergarten durch alliierte Luftangriffe schwer getroffen. Das Hansaviertel wurde zu 98 Prozent zerstört. Der Bezirk war 1945 Schauplatz des Endkampfes bei der Eroberung Berlins durch die Rote Armee. Am 30. April 1945 wurde die sowjetische Flagge auf dem Reichstagsgebäude gehisst.
Nach dem Zweiten Weltkrieg wurde der Bezirk Tiergarten dem britischen Sektor zugeordnet und gehörte bis zur deutschen Wiedervereinigung zu West-Berlin. In den 1950er Jahren wurde das Hansaviertel als Wohnsiedlung im Stil des Neuen Bauens wiederaufgebaut. 1958 wurde die Kongresshalle am Spreeufer fertiggestellt. 1961 wurde die U-Bahn-Linie G (heute: Linie U9) eröffnet, die den Bezirk in Nord-Süd-Richtung durchquerte. Nach dem Bau der Berliner Mauer im August 1961 wurde mit der Entlastungsstraße quer durch den Großen Tiergarten eine neue Nord-Süd-Verbindung innerhalb West-Berlins geschaffen. 1963 wurde die Berliner Philharmonie, 1968 die Neue Nationalgalerie und 1978 das heutige „Haus Potsdamer Straße“ der Staatsbibliothek fertiggestellt.
Nach der deutschen Wiedervereinigung wurde in den 1990er Jahren rund um den Potsdamer Platz ein neues Stadtviertel erbaut. Zwischen 1997 und 2001 entstanden im Spreebogen das neue Bundeskanzleramt und das Paul-Löbe-Haus. Weltweite Beachtung fand 1995 die Verhüllung des Reichstages durch das Künstlerehepaar Christo. Der anschließende Umbau des Reichstagsgebäudes wurde 1999 vollendet. 1998 wurde am Ort des 1959 abgerissenen Lehrter Bahnhofs der Grundstein für den 2006 fertiggestellten Berliner Hauptbahnhof gelegt.
Bei der Berliner Bezirksreform im Jahr 2001 wurde der Bezirk Tiergarten mit dem Bezirk Wedding und dem alten Bezirk Mitte zum neuen Bezirk Mitte zusammengeschlossen.

## Einwohnerentwicklung

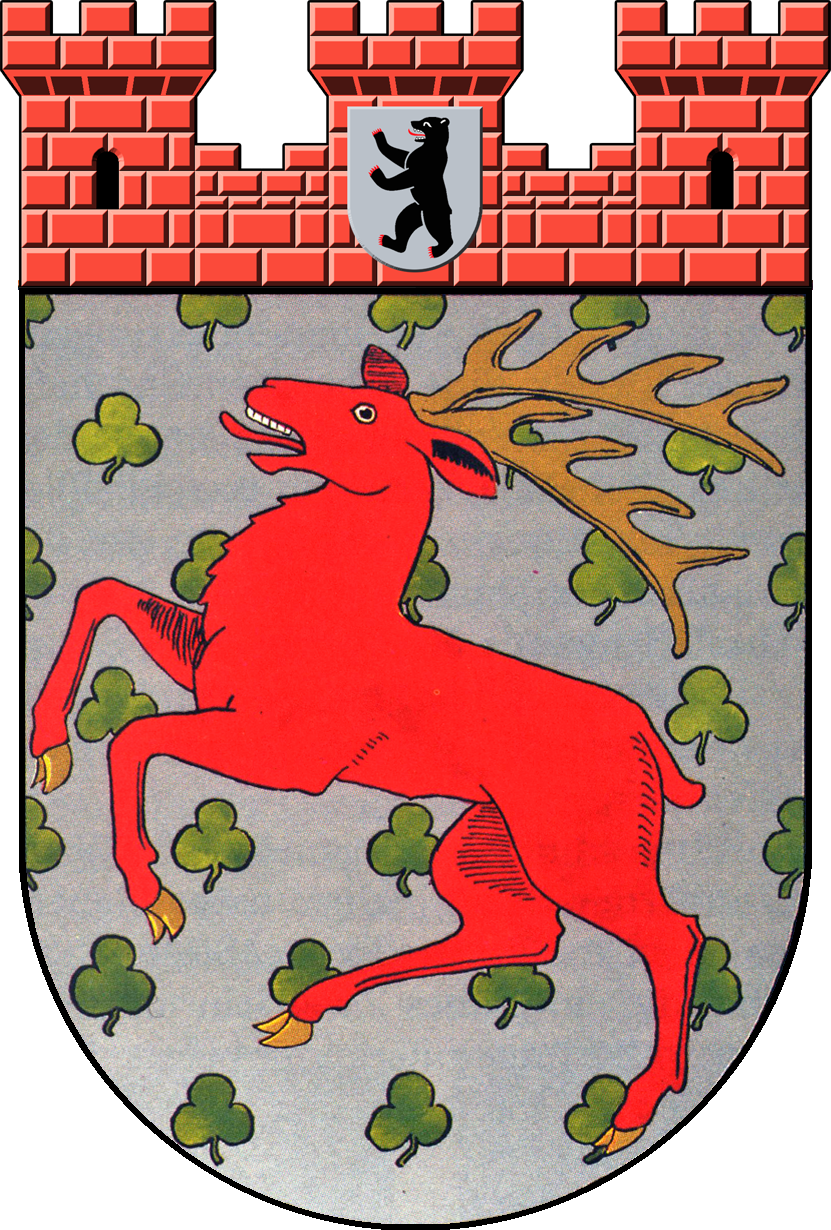
Wappen des Bezirks Tiergarten (1920–2000)

| Jahr | Einwohner  |
| ---- | ---------- |
| 1925 | 283.581    |
| 1933 | 251.924    |
| 1937 | 249.223    |
| 1938 | 0214.807 1 |
| 1946 | 110.620    |
| 1950 | 116.589    |
| 1955 | 108.392    |
| 1960 | 111.974    |

| Jahr | Einwohner  |
| ---- | ---------- |
| 1965 | 108.294    |
| 1970 | 095.702    |
| 1975 | 0082.887 2 |
| 1980 | 0073.832 2 |
| 1985 | 0072.000 2 |
| 1987 | 087.389    |
| 1990 | 095.014    |
| 2000 | 088.491    |

## Wahlen zur Bezirksverordnetenversammlung
| Jahr | KPD  | USPD | SPD  | DDP1 | Zen  | DVP  | DNVP | NSDAP |
| ---- | ---- | ---- | ---- | ---- | ---- | ---- | ---- | ----- |
| 1921 | 07,0 | 16,4 | 16,4 | 08,7 | 04,8 | 17,0 | 23,9 |       |
| 1925 | 14,8 |      | 28,8 | 11,5 | 04,7 | 06,3 | 25,6 |       |
| 1929 | 20,2 |      | 25,8 | 07,3 | 05,2 | 06,6 | 21,7 | 06,5  |
| 1933 | 16,8 |      | 21,7 | 02,5 | 06,1 |      | 14,9 | 38,9  |

1 1933 DStP
| Jahr | SPD  | CDU  | FDP 1 | Grüne2 |
| ---- | ---- | ---- | ----- | ------ |
| 1946 | 53,3 | 24,5 | 08,3  |        |
| 1948 | 67,6 | 19,5 | 12,9  |        |
| 1950 | 46,6 | 27,1 | 19,4  |        |
| 1954 | 48,2 | 29,3 | 10,8  |        |
| 1958 | 55,4 | 35,2 | 03,1  |        |
| 1963 | 65,0 | 27,6 | 06,0  |        |
| 1967 | 59,9 | 30,1 | 05,9  |        |
| 1971 | 53,3 | 36,3 | 06,9  |        |
| 1975 | 44,8 | 40,9 | 06,1  |        |
| 1979 | 43,7 | 41,6 | 06,9  | 06,0   |
| 1981 | 38,1 | 43,2 | 04,6  | 12,7   |
| 1985 | 33,0 | 45,9 |       | 18,4   |
| 1989 | 35,2 | 31,1 | 02,5  | 21,9   |
| 1992 | 29,1 | 28,9 | 04,6  | 25,2   |
| 1995 | 25,9 | 37,0 | 01,8  | 26,3   |
| 1999 | 27,6 | 39,1 | 02,0  | 21,2   |

1 bis 1948 LDP

2 bis 1989 AL

## Bezirksbürgermeister
| Zeitraum  | Name              | Partei |
| --------- | ----------------- | ------ |
| 1921–1930 | Karl Doflein      |        |
| 1931–1933 | Baier             |        |
| 1933–1945 | Paul Schuder      | NSDAP  |
| 1945      | Fritz Bachmann    | KPD    |
| 1945      | Hans Lohmeyer     | SPD    |
| 1946–1952 | Fritz Schloß      | SPD    |
| 1953–1960 | Willi Meseck      | SPD    |
| 1960–1975 | Joachim Karnatz   | SPD    |
| 1975–1978 | Gottfried Wurche  | SPD    |
| 1979–1981 | Horst Koffke      | SPD    |
| 1981–1987 | Hans-Martin Quell | CDU    |
| 1987–1989 | Dieter Ernst      | CDU    |
| 1989–1995 | Wolfgang Naujokat | SPD    |
| 1995–2000 | Jörn Jensen       | Grüne  |

## Partnerschaften des Bezirks Tiergarten

### International
Rajon Petrogradski (Sankt Petersburg, Russland)
 Shinjuku (Tokio, Japan)

### National
- Kassel (Hessen)
- Schwalm-Eder-Kreis (Hessen)
- Mülheim an der Ruhr (Nordrhein-Westfalen)